# Clemens Schattschneider
Pour les articles homonymes, voir Schattschneider.
Clemens Schattschneider, né le 7 février 1992, est un snowboardeur autrichien spécialisé dans les épreuves de slopestyle, de big air et de half-pipe.

## Palmarès

### Jeux olympiques
- Sotchi 2014 : 25e en slopestyle

### Championnats du monde
| Édition/Discipline | Slopestyle |
| Mondiaux 2013      | 5e         |

### Coupe du monde
- 1 petit  globe de cristal :
  - Vainqueur du classement big air en 2011.
- Meilleur classement du freestyle : 2e en 2011.
- 3 podiums dont 1 victoire en slopestyle à Calgary, le 26 février 2011.

### Championnats du monde juniors
- médaille d'or du slopestyle en 2011